# Bruchnal (gmina)
Bruchnal – dawna gmina wiejska w powiecie jaworowskim województwa lwowskiego II Rzeczypospolitej. Siedzibą gminy był Bruchnal.
Gminę utworzono 1 sierpnia 1934 r. w ramach reformy na podstawie ustawy scaleniowej z dotychczasowych gmin wiejskich: Berdychów, Bruchnal, Czołhynie, Mołoszkowice, Moosberg, Mużyłowice Kolonja, Mużyłowice Narodowe, Podłuby Wielkie i Przyłbice.
Pod okupacją niemiecką w Polsce (GG) gminę zniesiono, włączając ją do gminy Szkło i do nowo utworzonej gminy Ożomla.
Po wojnie obszar gminy został odłączony od Polski i włączony do Ukraińskiej SRR.